# جک سیلکوک
جک سیلکوک (به انگلیسی: Jack Silcock) بازیکن فوتبال زادهٔ ۱۵ ژانویه ۱۸۹۸ اهل کشور انگلستان که سابقهٔ بازی در تیم ملی فوتبال انگلستان را در کارنامهٔ خود دارد. وی در تاریخ ۱۴ مارس ۱۹۲۱ نخستین بازی ملی خود را در مقابل تیم ملی فوتبال ولز انجام داد و با حضور در ۳ بازی ملی، در تاریخ ۲۴ مه ۱۹۲۳ واپسین بازی ملی‌اش را در برابر تیم ملی فوتبال سوئد برگزار کرد.